# Krater Silverpit
Krater Silverpit – przykryta osadami morskimi formacja znajdująca się na dnie Morza Północnego w pobliżu wschodniego wybrzeża Wielkiej Brytanii. Został odkryty w roku 2002 podczas analizy danych sejsmicznych zebranych w czasie poszukiwania ropy naftowej. Niektórzy naukowcy uważają, że powstał on na skutek uderzenia w powierzchnię Ziemi ciała niebieskiego, ale zaproponowano również inne hipotezy.
Badania pozwoliły oszacować wiek krateru Silverpit na od 45 do 74 milionów lat (późna kreda, paleocen, eocen). Na granicy kredy i paleocenu miało miejsce wymieranie kredowe (wielkie wymieranie dinozaurów oraz innych form życia). Istnieje hipoteza, według której Ziemia zderzyła się w tym czasie nie z jednym obiektem, lecz z całą formacją ciał poruszających się w Układzie Słonecznym. Taka katastrofa mogła mieć przebieg zbliżony do obserwowanej w roku 1994 kolizji komety Shoemaker-Levy 9 z Jowiszem. Autorzy hipotezy wielu kraterów sugerują, że kilka innych miejsc na Ziemi może nosić ślady zderzeń z tego samego okresu.
Inni badacze zakwestionowali jego pochodzenie pozaziemskie sugerując, że formacja skalna została utworzona przez wycofanie się pokładów soli (mobilność soli). Hipoteza ta została uznana jako bardziej prawdopodobna w 2009 podczas debaty zorganizowanej przez Geological Society of London.

## Odkrycie

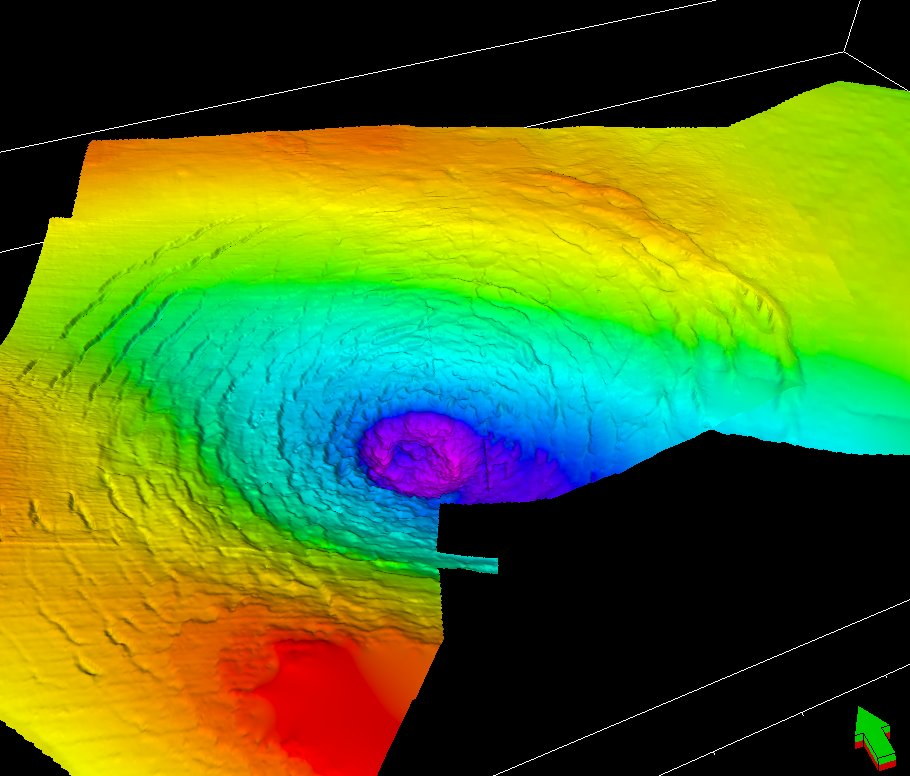
Widok perspektywiczny pofalowanej powierzchni krateru z kierunku północno-wschodniego, ukazuje centralny krater oraz otaczające go pierścienie. Kolory umowne odpowiadają różnym głębokościom (czerwony/żółty=płytko; niebieski/fioletowy=głęboko). Obraz został opracowany przez Phila Allena z PGL oraz Simona Stewarta z BP

Krater został odkryty podczas analizy danych sejsmicznych zebranych przez geologów poszukujących podmorskich złóż ropy naftowej, Simona Stewarta z BP oraz Philipa Allena z firmy Production Geoscience Ltd, w odległości 130 km od estuarium Humber. Allen zauważył na wygenerowanej mapie szereg współśrodkowych pierścieni. Początkowo nie miał pojęcia, skąd się one wzięły. Dziwna formacja wzbudziła jego zainteresowanie, więc postanowił powiesić jej mapę na ścianie w swoim biurze w nadziei, że ktoś wyjaśni mu, z czym ma do czynienia. Stewart w zupełnie innej sprawie trafił do biur Production Geoscience i przypadkiem zauważył wydruk z pierścieniami. Zasugerował, że może to być krater uderzeniowy powstały na skutek upadku ciała niebieskiego na powierzchnię planety. W roku 2002 Allen i Stewart opublikowali wspólnie artykuł w Nature. Krater otrzymał nazwę od okolicznego łowiska, Silver Pit.
Badania wskazują, że w czasie powstania krateru głębokość wody mogła mieścić się w zakresie od 50 do 300 m. Inny Krater Chicxulub powstał w tym samym okresie w Ameryce Środkowej, która wtedy należała z Europą do jednego kontynentu Laurazji.
Przez miliony lat ogromny kontynent uległ rozpadowi, a Amerykę i Europę rozdzielił Ocean Atlantycki. Nad kraterem zbierały się morskie osady, które całkowicie go przykryły warstwą o grubości 1500 m. Morze przykrywające krater wielokrotnie ustępowało lądowi a potem powracało, na skutek zmian poziomu Oceanu Światowego i innych procesów geologicznych.
Obecnie na powierzchni dna morskiego krater Silverpit jest całkowicie niewidoczny, a nad nim znajduje się 40 m wody. Odkrycie tej formacji skalnej było możliwe tylko dzięki badaniom geologicznym z wykorzystaniem fal sejsmicznych generowanych sztucznie przez naukowców szukających ropy naftowej. Ilustracje przedstawiają wyniki obliczeń, w których wykorzystano fakt odbijania się fal od warstw skalnych o różnych właściwościach mechanicznych. Techniki stosowane przez geologów przypominają metody pozwalające na uzyskanie trójwymiarowego obrazu dziecka w łonie matki. Zamiast fal ultradźwiękowych wykorzystano fale sejsmiczne, pozwalające na "prześwietlenie" wnętrza Ziemi. Procesy takie jak erozja, sedymentacja prowadzą do całkowitego zatarcia na powierzchni Ziemi, wszelkich śladów kosmicznych katastrof. Tylko badania geofizyczne pozwalają na odkrywanie podziemnych struktur ukrytych przed okiem geologa stojącego na powierzchni.
Zaledwie trzy lata przed ogłoszeniem odkrycia Krateru Silverpit sugerowano, że dane sejsmiczne z Morza Północnego z dużym prawdopodobieństwem zawierają dowodów na istnienie krateru uderzeniowego: biorąc pod uwagę tempo tworzenia kraterów na Ziemi i wielkość Morza Północnego, oczekiwana liczba kraterów uderzeniowych wynosiła jeden.

## Struktura

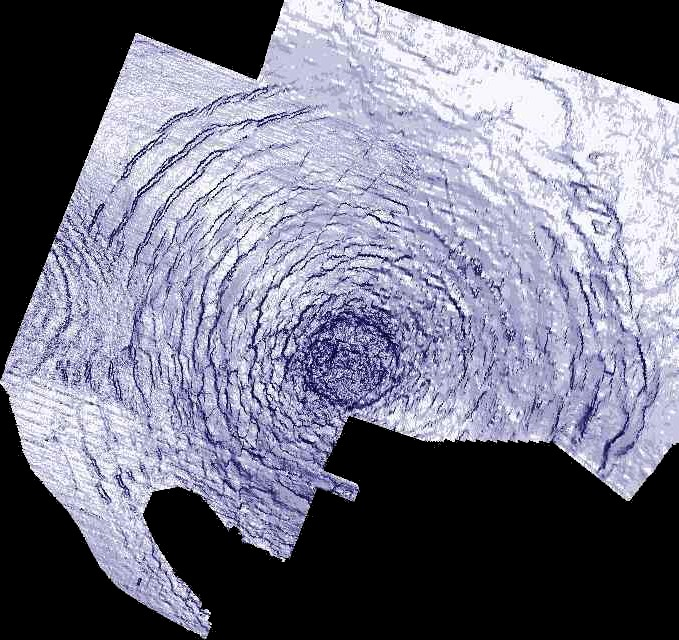
Dane sejsmiczne obrazujące strukturę krateru. Widoczne są charakterystyczne koncentryczne pierścienie. Obraz został opracowany przez Phila Allena z PGL oraz podróżnika Simona Stewarta pracującego na co dzień w firmie petrochemicznej.

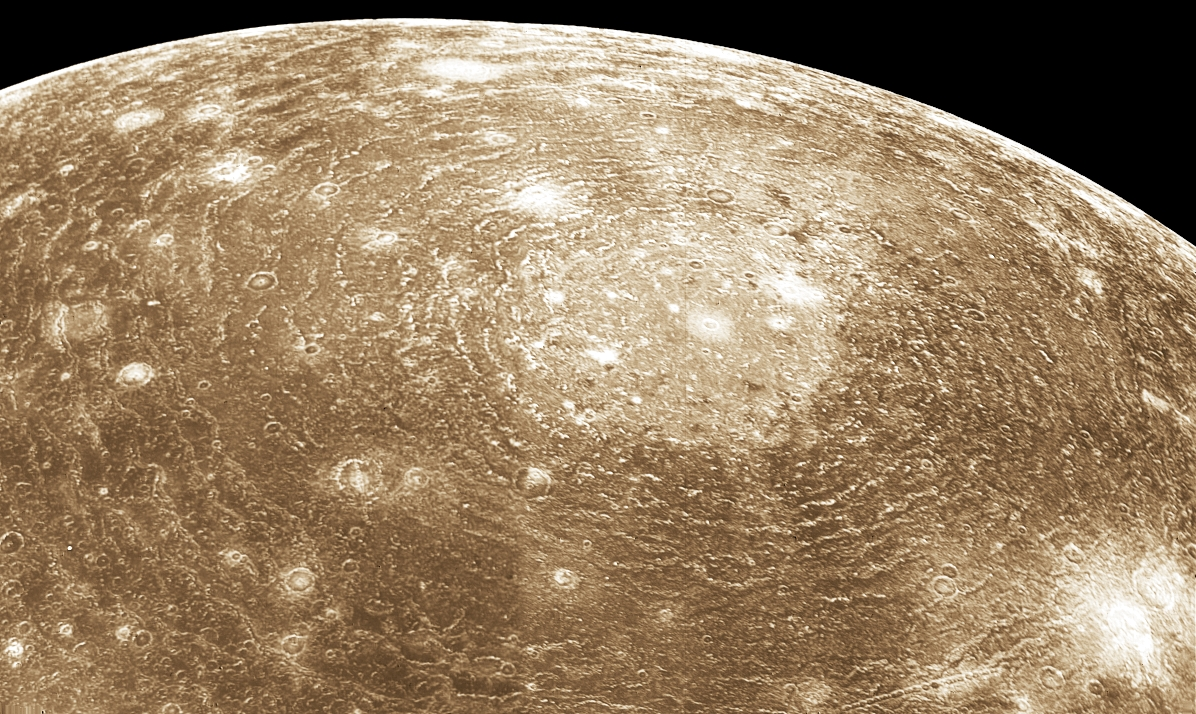
Krater Silverpit przypomina krater Valhalla na Kallisto, księżycu Jowisza

Krater Silverpit ma średnicę około 2,4 km. Otaczają go pierścienie sięgające 10 km od jego środka. Podobna struktura jest charakterystyczna dla sporej części kraterów uderzeniowych. Przykładem może być tutaj krater Valhalla znajdujący się na Kallisto, jednym z księżyców Jowisza lub kratery na powierzchni innego księżyca, Europy. Jednakże kratery te są dużo większe od krateru Silverpit, co budzi pewne wątpliwości. Dodatkowym czynnikiem, który utrudnia właściwą interpretację struktury krateru, jest mała ilość znanych podmorskich kraterów. Możliwe, że na dnie morza procesy fizyczne związane z kolizją prowadzą do powstania pierścieni dla dużo mniejszych kraterów, niż w przypadku upadku bolidu na lądzie.
Jednym z możliwych wyjaśnień dotyczących pierścieni jest wytworzenie podczas uderzenia dużego wgłębienia w dnie. Miękki materiał otaczający środek mógł osunąć się do wnętrza tworząc koncentryczne pierścienie. Cienka warstwa osadów mogła ulec zgnieceniu i po niej przemieszczały się skały leżące powyżej. Podobne struktury geologiczne występują często na lodowych księżycach w zewnętrznych rejonach Układu Słonecznego. Jednak procesy geologiczne na planetach typu ziemskiego nieczęsto prowadzą do powstania miękkich warstw leżących poniżej twardszych. Pojawiła się hipoteza, według której cienka warstwa kredy posłużyła jako elastyczne podłoże, umożliwiając powstanie pierścieni podczas kolizji.

## Pochodzenie krateru
Pochodzenie krateru jest obecnie gorąco dyskutowane przez społeczność geologów, którzy mierzą się z teoriami alternatywnymi dotyczącymi wycofywania się soli oraz proponowanym zapadliskiem podnosząc wątpliwości dotyczące klasyfikacji Silverpit jako struktury uderzeniowej.

### Argumenty na rzecz kolizji
Podczas pierwszych badań krateru Allen i Stewart odrzucili procesy geologiczne jako źródło jego pochodzenia. Działanie wulkanu zostało wykluczone, bo nie zarejestrowano anomalii magnetycznych. Wypływ lawy trwający setki tysięcy lat powinien prowadzić do powstawania skał wulkanicznych zachowujących w swojej strukturze zmiany kierunku pola geomagnetycznego Ziemi. Uderzenie doprowadziłoby do powstania całej formacji w jednym momencie, tak więc pole magnetyczne zarejestrowane w skałach powinno być zgodne.
Poza wulkanizmem formacja krateru może powstać na skutek przemieszczania się złóż soli poniżej krateru. Jednakże warstwy osadów w kraterze z triasu oraz permu nie zostały przemieszczone na skutek tego procesu, co wyklucza jego udział.
Na rzecz pozaziemskiego pochodzenia Krateru Silverpit przemawia formacja stożka centralnego, który powstaje najczęściej podczas kolizji z bolidami. Procesy geologiczne zwykle nie prowadzą do powstania takich kształtów.

### Argumenty na rzecz procesów geologicznych
Inna analiza danych sejsmicznych przeprowadzona przez profesora geologii Johna Underhilla z Uniwersytetu Edynburskiego doprowadziła do sformułowania hipotezy, według której przemieszczanie się materiału skalnego może lepiej tłumaczyć strukturę krateru. Badania Underhilla wskazują na przemieszczenie warstw skalnych, aż do osadów z permu (ok. 250 mln lat). Utworzyły one synklinę tworząc charakterystyczne fałdy. Uległy również zgnieceniu, co sugeruje, że krater powstał na skutek ich odkształcenia. Underhill podał również w wątpliwość istnienie centralnego stożka, twierdząc, że może być on artefaktem powstałym podczas obliczeń.
Według Underhilla koncentryczne struktury wokół krateru Silverpit można wyjaśnić ich ziemskim pochodzeniem. W pobliżu krateru znajduje się wiele synklin oraz antyklin utworzonych przez ruch osadów solnych, co sugerują analizy wyników badań sejsmicznych. Sól powstająca w czasie wysychania zbiornika wodnego, została na obszarze Morza Północnego przykryta grubą warstwą osadów kredowych i piaskowcowych. Ciśnienie skał powoduje, że sól zaczyna się zachowywać jak płyn i migruje do góry tworząc nieckowate struktury. Mogą one przybierać formę koncentryczną, jaką obserwuje się przy analizie danych sejsmicznych.
Ostatecznie wątpliwości mogą rozwiać tylko wiercenia. Kosmiczna kolizja wytwarza ciśnienia i temperatury zwykle niewystępujące na powierzchni ziemi. W środku krateru skały ulegają charakterystycznym przemianom. Jeżeli geolodzy uzyskają próbki z wnętrza formacji będą mogli stwierdzić jak powstała.

## Uderzenie
Na podstawie rozmiaru krateru można oszacować wielkość bolidu, który zderzył się z Ziemią. Większość ciał niebieskich spadających na Ziemię porusza się z prędkościami w zakresie 20–50  km/s. Można obliczyć, że Krater Silverpit mogła utworzyć kolizja ze skalistą asteroidą o średnicy 120 m oraz masie 2 mln ton.
Dla porównania Krater Chicxulub powstał po upadku ciała o średnicy ok. 9,6 km, a meteoryt tunguski z roku 1908 miał ok. 50 m i masę około 400 tys. ton. Upadek na dno morza ciała niebieskiego o średnicy 120 m powinien wywołać gigantyczną falę tsunami. Trwają poszukiwania śladów jej przejścia przez okoliczne wybrzeża, ale jak dotąd nie odnaleziono żadnych dowodów jej wystąpienia.

## Wiek
Umiejscowienie struktury krateru pomiędzy warstwami osadów pozwala na datowanie jego wieku. Allen i Stewart stwierdzili, że krater powstał w warstwach kredy pochodzących z okresu kredowego oraz jurajskich łupków, a pokryty jest nienaruszonymi osadami trzeciorzędowymi. Okres kredowy zakończył się 65 mln lat temu, co sugeruje, że krater ma od 60 do 65 mln lat, a 65 mln lat temu nastąpiło wielkie wymieranie dinozaurów oraz innych organizmów.
Przedstawiona powyżej technika datowania jest przybliżona, a jej wyniki mogą zostać podważone, jeżeli przyjmie się hipotezę pochodzenia geologicznego sformułowaną przez Underhilla. Aby pewniej określić wiek krateru Silverpit, można posłużyć się tektytami lub odszukać ślady tsunami. Jednak późniejsze zlodowacenia zatarły większość ich śladów. Wielu badaczy stara się rozwikłać wątpliwości dotyczące krateru. W rejonie prowadzone są odwierty w poszukiwaniu ropy naftowej, co może dać szansę na uzyskanie próbek skał z krateru Silverpit. Są one już analizowane, ale jak dotąd nie pobrano skał z samego stożka uderzeniowego.

## Inne kratery uderzeniowe
Oszacowany wiek Krateru Silverpit prowadzi do hipotezy sugerującej, że z Ziemią 65 mln lat temu zderzyło się więcej niż jedno ciało niebieskie. Wiek Krateru Chicxulub jest zbliżony. Między północną szerokością 20° oraz 70° odnaleziono szereg kraterów uderzeniowych.
Siły pływowe planet powodują rozrywanie wielu komet. Tworzą one formacje zbliżone do sznura korali. Jeżeli taka formacja zderzy się z planetą, prowadzi to do powstania serii kraterów uderzeniowych. Zderzenie w roku 1994 komety Shoemaker-Levy 9 z Jowiszem miało właśnie taki przebieg. Oczywiście na powierzchni gazowego olbrzyma zamiast kraterów pojawiły się tylko plamy (największa o rozmiarach zbliżonych do Ziemi), które rozwiały wiatry występujące w burzliwej atmosferze. Podobna katastrofa mogła 65 mln lat temu przydarzyć się na Ziemi.
Scenariusz wielokrotnego uderzenia jest tylko hipotezą, bo wiek kraterów uderzeniowych jest znany z dokładnością rzędu milionów lat. Zamiast jednej podzielonej na fragmenty komety na Ziemię mogło spaść kilka bolidów w odstępie kilku milionów lat.